# David Michel (ventriloque)
Pour les articles homonymes, voir David Michel.
 (avril 2016).
Si vous disposez d'ouvrages ou d'articles de référence ou si vous connaissez des sites web de qualité traitant du thème abordé ici, merci de compléter l'article en donnant les références utiles à sa vérifiabilité et en les liant à la section « Notes et références ».
David Michel né à Paris le 21 septembre 1945 est un artiste ventriloque français.

## Biographie
David Michel et sa marionnette Nestor le Pingouin furent les animateurs vedettes d'une émission de télévision française.
Ils ont animé (avec Bernard Golay) chaque samedi, en direct, La Une est à vous sur la première chaîne de l’ORTF de septembre 1973 à décembre 1974, devenue, à l'éclatement de l'ORTF, Samedi est à vous sur TF1, de janvier 1975 à octobre 1976. Produite par Guy Lux et diffusée de 14 h à 18 h environ, c'était la toute première émission interactive en télévision (pour laquelle il fallait appeler SVP 11 11, c'est-à-dire le 787 11 11). L'émission reviendra en 1987 lors de la privatisation de TF1, à nouveau sous le titre de La Une est à vous, mais sans David Michel. Le succès de ce couple d’animateurs à l’époque fut tel que des artistes comme Claude François, Thierry Le Luron, Daniel Guichard et Serge Lama entre autres, les engagèrent plusieurs années de suite pour leur première partie. Par la suite, leur popularité valorisée par leurs talents les propulsa et leur permit de tourner en vedette.
Le ventriloque et sa marionnette enregistrèrent leur version de la Pêche aux moules, selon la version de Jacques Martin dans l'émission Le Petit Rapporteur, qui devint en 1976 un tube populaire, avec plus de 1,2 million de 45 tours vendus en 45 jours.
Dans le même temps, l'effigie de Nestor le Pingouin fut éditée et fabriquée sous plus de 250 formes différentes, qui furent vendues aussi à plusieurs millions d'exemplaires. Les articles dérivés sont encore disponibles en collector sur internet et dans certains magasins de jouets.
À l'approche de Noël 1982, Nestor a été volé par des "ravisseurs" qui ont brisé la vitre de la voiture de David Michel, ayant laissé sa marionnette quelques minutes. L'affaire fait la une des journaux, étant donné qu'il s'agissait d'un modèle unique. Plus tard, les ravisseurs se manifestèrent en demandant une rançon de 10 000 F en échange de Nestor, que Michel refusa de payer. Finalement, la marionnette a été retrouvée plusieurs semaines plus tard dans une brocante, et son propriétaire a décidé de mettre fin à leur carrière télévisuelle pour que cela ne se reproduise plus.
Personnage de fiction, « Nestor le pingouin » créé par David Michel, de par son état de ventriloque, a fait exister cet oiseau en marionnette qui est devenu très populaire en France, pingouin pas manchot volant aux secours de la veuve et de l'orphelin, doté d'un humour espiègle et désinvolte. Il a distrait près de trois générations de spectateurs et de téléspectateurs français, belges, suisses, africains depuis les années 1970. Il fut un des premiers personnages animateurs appréciés des enfants à la télévision.
Aujourd'hui Nestor, toujours en activité sur les scènes de France avec son complice David Michel, vient d'élargir ses frontières pour prêcher la bonne parole (de ventriloquie) à travers le monde, mais ils appartiennent au patrimoine culturel français.